# America Tower
America Tower (známý též jako American General Center) je kancelářský mrakodrap v texaském městě Houston. Má 42 pater a výšku 180 metrů. Byl dokončen v roce 1983 a za designem budovy stojí Lloyd Jones Brewer & Associates.